# Wakerley
Wakerley – wieś i civil parish w Anglii, w hrabstwie Northamptonshire, w dystrykcie (unitary authority) North Northamptonshire. Leży 44 km na północny wschód od miasta Northampton i 124 km na północ od Londynu. W 2001 roku civil parish liczyła 71 mieszkańców. Wakerley jest wspomniana w Domesday Book (1086) jako Wacherlei.